# Berg (Skövde)
Berg is een plaats in de gemeente Skövde in het landschap Västergötland en de provincie Västra Götalands län in Zweden. De plaats heeft 93 inwoners (2005) en een oppervlakte van 46 hectare. De plaats wordt omringd door zowel landbouwgrond als bos en de stad Skövde ligt ongeveer twintig kilometer ten zuiden van het dorp.